# イドリス・ジャジコフ
イドリス・ベイスルタノヴィチ・ジャジコフ（ロシア語: Идрис Бейсултанович Зязиков, イングーシ語: Заьзгнаькъан Байсултана Идрис, 1896年1月31日 - 1938年7月5日）は、イングーシ人の政治家。ロシア社会主義連邦ソビエト共和国内の山岳自治ソビエト社会主義共和国やイングーシ自治州の要職を務めたが、大粛清の犠牲となった。

## 生涯

### 前半生
1896年1月31日、ロシア帝国テレク州バルスキで、バルハネの古いイングーシ人氏族 (ru) の家庭に生まれた。父は、ジャジコフが後に入学するナズラン山岳学校の、最初のイングーシ人教師の一人であった。ウラジカフカス実科学校を卒業した後は地元で教師を務め、その後さらに1914年から1917年までモスクワ農業学院で学んだが中退。北カフカースでの革命運動に参加し、翌1918年10月にはボリシェヴィキ党員となり、同年からテレク州の革命委員会およびソビエト執行委員会メンバーとなった。

### 北カフカースでの活動
1921年にはナズラン（イングーシ）管区ソビエト執行委議長を務め、山岳自治ソビエト社会主義共和国中枢ではまず中央執行委副議長に、次いで同年4月25日から翌1922年1月までは内務人民委員に、同月から1924年1月までは中央執行委議長に就いた。翌2月から8月1日までは党山岳州委、同月から11月までは党中央委イングーシ自治州組織局、同月から1929年9月3日までは党イングーシ自治州委の責任書記を歴任した。
イングーシ代表としてジャジコフは、イナルク・マリサゴフとともに、北オセチア自治州およびスンジャ・コサック管区との間の領土交渉に役割を果たした。ジャジコフの政権下でイングーシの経済は発展し、「ステクロタルィ」工場・エズミン水力発電所・アルハンチュルト運河 (ru)・ナズラン粉砕工場およびナズラン煉瓦・タイル工場・「アチャルキ」ミネラルウォーター工場・アルムヒ温泉リゾート・農業基地・ヤンディエヴォ要塞・ガムルジエヴォ要塞・ナズラン要塞工業・教育・獣医学校などが建設された。民族劇場も復興され、民族語の新聞も刊行されるようになった。
ジャジコフは第12回・第14回・第15回の党大会および第10回全ロシア・ソビエト大会および第1回全連邦ソビエト大会 (ru) にも出席し、全ロシア中央執行委員会メンバーにもなった。その他1918年から1924年までに務めた地位には、イングーシ防衛委メンバー、山岳コミューン局書記、地下イングーシ管区委メンバー、イングーシ革命委メンバー、テレク・ソビエト共和国農業人民委員、南東地方 (ru) 委ウラジカフカス局書記、ソビエト連邦中央執行委員会メンバーなどがある。

### 失脚
ジャジコフは政務の傍ら1925年にはマルクス主義北カフカース地方コースを聴講していたが、1929年4月12日には党北カフカース地方委局決定により、党中央委附属マルクス・レーニン主義コースの聴講生としてモスクワへ派遣されることとなった。
ジャジコフの後任としてイングーシ自治州委責任書記に就いたのは、元アディゲ（チェルケス）自治州委責任書記のヨシフ・チェルノグラズであった。しかし、チェルノグラズは現地の習俗や宗教を軽視した高圧的な態度をとったことで、住民の反発を招いた。結果として翌1930年2月3日、チェルノグラズは政治宣伝活動のため山村に赴いたところを、側近らとともに殺害されるに至った。そしてジャジコフは、妻ジャネッタとともに、この事件の謀議に参加した容疑で同年に逮捕された（妻はほどなく証拠不十分で釈放された）。
1932年6月11日、ジャジコフはロシア社会主義連邦ソビエト共和国最高裁によって、刑法第58条に基づき死刑判決を下されたが、セルゴ・オルジョニキゼやアナスタス・ミコヤンなどの党幹部の尽力によって、懲役10年へと減刑された。ジャジコフは1934年4月までコミ自治共和国のNKVDラーゲリで過ごし、翌1935年にソビエト連邦中央執行委員会幹部会決議により出獄した。その後ウリヤノフスクへ追放されたが、翌年には連邦中央執行委決議によって完全に放免された。
その後はトゥーラで「クラスヌィー・オクチャブリ」工場のプランナーを務めていたが、1937年10月初頭にはモスクワで、妻とともに再び逮捕された。そして、ジャジコフは翌1938年7月5日にグロズヌイのNKVD刑務所で獄死した。

### 没後
2002年6月、イングーシ共和国大統領ムラト・ジャジコフ（イドリスの甥）の大統領令により、イドリス・ジャジコフはイングーシ民族国家の形成・発展における優れた功績を顕彰された。イドリス・ジャジコフの名は、イングーシ共和国の首都マガスのイドリス・ジャジコフ大通り、そして故郷バルスキの学校に残されている。バルスキには記念碑も立てられているが、記念碑は2006年4月と2008年11月の2度爆破されている。